# Tensión sexual
La tensión sexual es un fenómeno social que ocurre cuando dos individuos interactúan y ambos sienten deseo sexual, pero la consumación se pospone o nunca sucede. Un escenario común es donde las dos personas funcionan en proximidad, como compañeros de estudios, trabajo, ocio, o grupo de amigos. Pero no tienen relaciones sexuales para evitar la incomodidad o por otras razones, como presumir o pensar en posibles consecuencias negativas que podrían repercutir de estas acciones. La tensión sexual no tiene nada que ver con el acto sexual real, pero es todo lo que conduce a él.
La tensión sexual también puede ocurrir cuando dos personas han tenido relaciones sexuales previamente y todavía sienten una atracción mutua, pero no desean volver a tener relaciones sexuales por temor a su efecto en su situación social actual (como mantener una relación con una pareja diferente). También se puede sentir en situaciones en las que dos personas tienen una relación desprovista de contacto físico, como en una relación a larga distancia.
La tensión sexual a menudo ocurre entre individuos cuando la relación es cercana y a menudo coqueta, sin embargo, las dos personas involucradas niegan rotundamente sus sentimientos el uno por el otro. Mientras tanto, puede parecer extremadamente obvio para otros amigos o compañeros que dicha tensión está presente entre los dos individuos. Cuando las personas ceden a la tensión sexual, la relación puede volverse complicada e incómoda si no se establece un nuevo nivel de relación, ya que la relación que existía antes ya no es válida.

## En ficción
La tensión sexual es una característica común en las obras de ficción. Este anhelo a menudo es sugerido por incidentes de intimidad; por ejemplo, cuando dos personajes están solos y muy cerca (o realmente se tocan), el deseo nunca se expresa explícitamente. Otro tema común es que los personajes desarrollen un interés mutuo en el transcurso de la historia, y si esto se hace de manera experta, la audiencia puede darse cuenta de la creciente atracción.
La tensión sexual intensifica la participación de la audiencia con todos los personajes involucrados. Sin embargo, como varias series de televisión han descubierto, la tensión se disipa cuando los personajes se unen en armonía sexual. No es como la violencia, que establece la credibilidad del villano y hace que la próxima ronda de peligro sea aún más poderosa.